# Gibbaranea bituberculata
Gibbaranea bituberculata (Walckenaer, 1802) è un ragno appartenente alla famiglia Araneidae.

## Distribuzione
La specie è stata rinvenuta in diverse località della regione paleartica.

## Tassonomia
Non sono stati esaminati esemplari di questa specie dal 2009
Attualmente, a dicembre 2013, sono note due sottospecie:
- Gibbaranea bituberculata cuculligera (Simon, 1909) - Spagna
- Gibbaranea bituberculata strandiana (Kolosváry, 1936) - Europa orientale